# Misa Rodríguez
Misa Rodríguez (født 22. juli 1999) er en kvindelig spansk fodboldspiller, der står på mål for Real Madrid i Primera División og Spaniens kvindefodboldlandshold. Hun har tidligere spillet for Atlético de Madrid og Deportivo La Coruña.
Hun fik sin officielle debut på det spanske landshold i 18. februar 2021 mod Aserbajdsjan, efter også at have været med ved tidligere samlinger. Efterfølgende blev hun for første gang udtaget til landstræner Jorge Vildas officielle trup mod EM i fodbold for kvinder 2022 i England, som tredjevalg efter Sandra Paños og Lola Gallardo.
Hun var med til at vinde U/19-EM i fodbold 2018 i Schweiz, med resten af det spanske U/19-landshold.